# Chiitoitsu

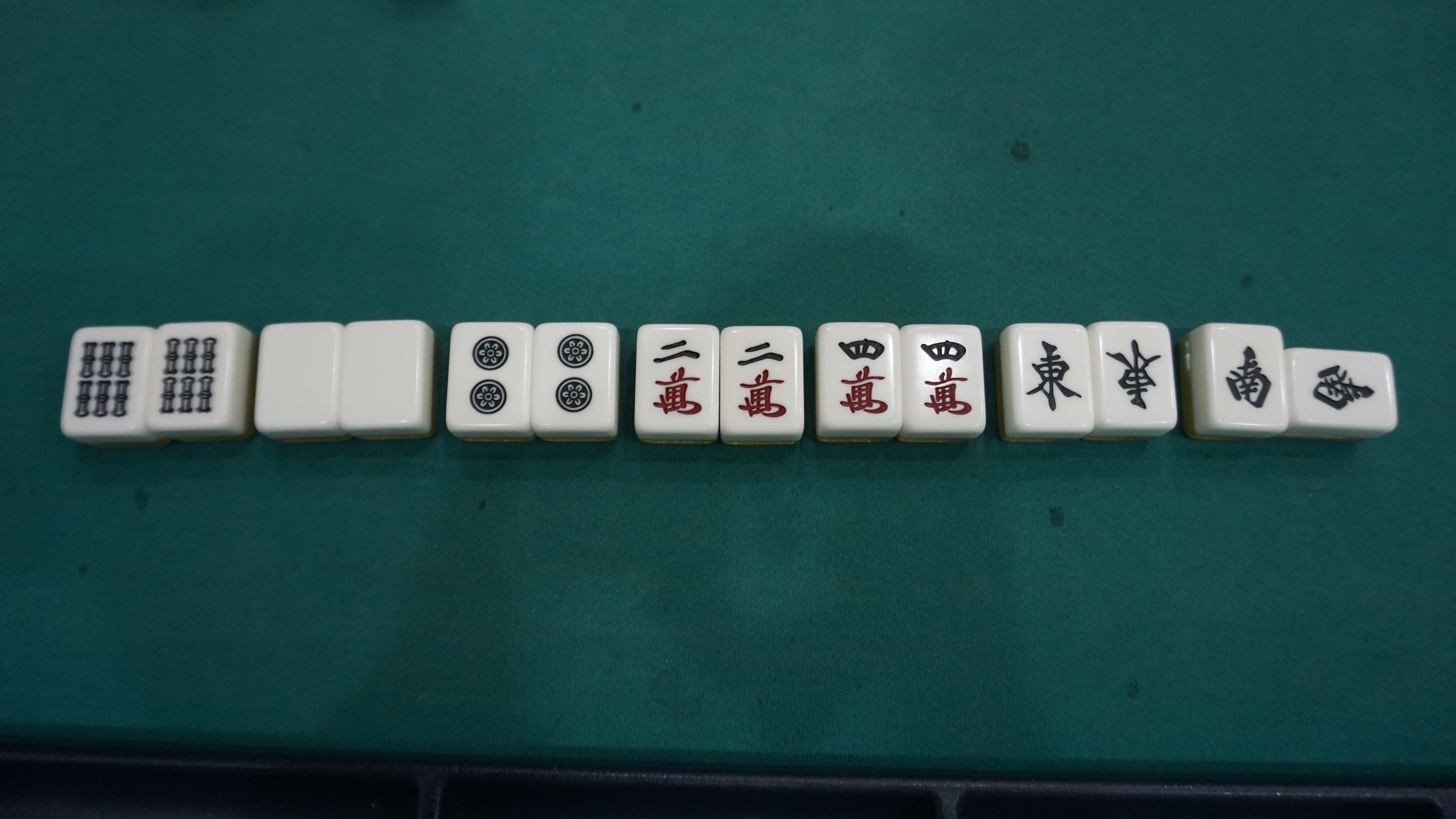
Yaku Chiitoisu, với quân cuối cùng để hoàn thiện là Nam.

Trong Mạt chược Nhật Bản, Chiitoitsu (七対子 (Thất đối tử) - tiếng Anh: Seven Pairs - bảy đôi) là một Yaku với giá trị 2 han và mặc định 25 fu, được tạo thành bởi bảy đôi bài khác nhau đôi một. Cùng với Ryuuiisou, đây là một trong những Yaku được tạo ra bởi người Mỹ.

## Tổng quan
Trong Mạt chược Nhật Bản, trạng thái hoàn thành bài đa số gồm có 4 bộ và một đôi (mắt). Yaku Chiitoitsu trong bài viết này, và Kokushi musou là hai ngoại lệ duy nhất, với Chiitoitsu là bài gồm có bảy đôi khác nhau.
Yaku này có thể được kết hợp với các yaku khác như Riichi, Tanyao hay Honitsu, tuy nhiên có những yaku không thể, điển hình nhất là Iipeikou hay Ryanpeikou. Chiitoitsu đã từng được tính với giá trị 100 fu mà không có han nào - 50 fu 1 han, và tới nay là 25 fu và 2 han.

## Các ví dụ

### Trường hợp chỉ có Chiitoitsu
Bài này đang chờ  để hoàn thành bài và yaku.

### Trường hợp có thêm các Yaku khác
||
Bài này đang chờ  để hoàn thành bài và yaku, nhưng không chỉ có Chiitoitsu như ví dụ trước mà còn có thêm Honitsu để tăng thêm ba han nữa cho tổng bài.